# ASE Paks (szachy)
ASE Paks – węgierski klub szachowy z siedzibą w Paksu, sekcja ASE Paks.

## Historia
Sekcja szachowa ASE Paks powstała w 1982 roku i początkowo koncentrowała się na pracy z juniorami. Stopniowo rozwijała się baza trenerska i zawodnicza, a funkcję graczy i trenerów pełnili w klubie w tym okresie m.in. István Csom i László Hazai. W 1990 roku klub awansował do trzeciej ligi, a w 1992 roku do drugiej. W 1997 roku nastąpił awans do NB I. Do zawodników klubu należeli wówczas m.in. czołowi juniorzy kraju: Péter Ács, Ferenc Berkes, Tamás Fodor i Gábor Papp. W latach 2003, 2005 i 2011–2016 klub zdobył wicemistrzostwo Węgier.